# جو والتون (لاعب كرة قدم)
جو والتون (بالإنجليزية: Joe Walton)‏ (1884 في المملكة المتحدة - ) هو لاعب كرة قدم بريطاني (وحمل سابقاً جنسية المملكة المتحدة لبريطانيا العظمى وأيرلندا) في مركز الظهير. لعب مع تشيلسي وسوانزي سيتي وشيفيلد وينزداي ونادي غيلينغهام.

## وصلات خارجية
- جو والتون على موقع قاعدة بيانات كرة القدم.إي يو (الإنجليزية)